# Beronia andreevi
Beronia andreevi es una especie de escarabajo del género Beronia, familia Leiodidae. Fue descrita por Pier Mauro Giachino y B. Guéorguiev en 2008.

## Distribución
Se encuentra en Bulgaria.